# Hauraki
Hauraki Gulf – zatoka Oceanu Spokojnego przy Wyspie Północnej Nowej Zelandii. Położona jest między Auckland, półwyspem Coromandel i równiną Hauraki Plains. Nazwa Hauraki w języku maoryskim oznacza północny wiatr. W zatoce tej leży kilkanaście wysp, w tym wulkaniczna Rangitoto. W zatoce istnieje park morski Hauraki Gulf Marine Park.